# Bernard Pierre (alpiniste)
Pour les articles homonymes, voir Pierre.
Pas d'image ? Cliquez ici
Bernard Pierre, né le 27 juillet 1920 à Chelles (Seine-et-Marne) et mort le 10 août 1997 à Neuilly-sur-Seine, est un juriste, alpiniste, explorateur, conférencier et écrivain français. Il a participé et organisé des expéditions dans l'Himalaya et dans les Andes au cours desquelles des premières ascensions ont été effectuées.

## Biographie
Bernard Pierre, né le 27 juillet 1920 à Chelles, est issu d'un milieu aisé. Avec son épouse Roselyne Regey, il a deux filles.
Il fait des études universitaires et obtient le diplôme de docteur en droit en 1945. Il reprend ensuite les rênes la société textile familiale. À côté de ses activités professionnelles, il pratique l'alpinisme de haut niveau et se lance dans des expéditions lointaines.

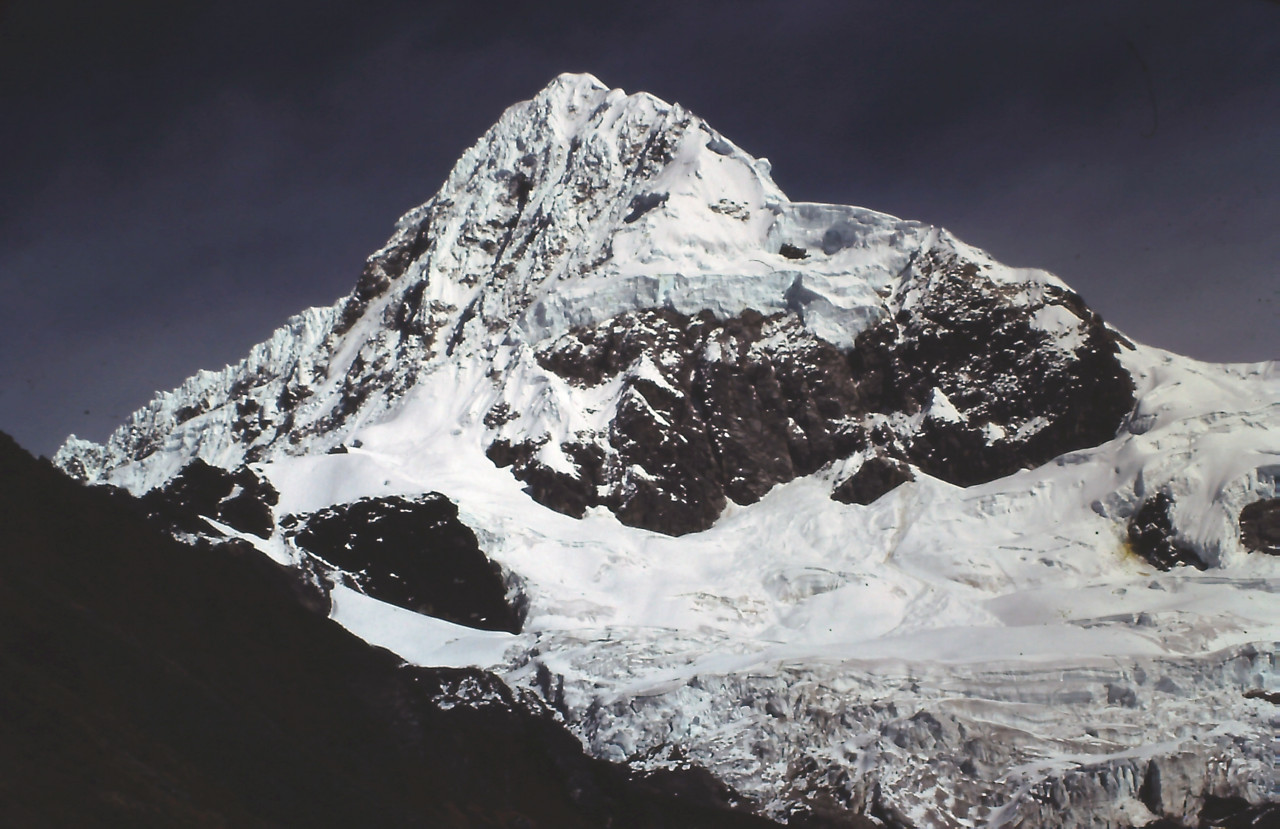
Le Salcantay.

Peu après la Seconde Guerre mondiale, il fait de nombreuses grandes ascensions de très haute difficulté dans les Alpes dont la face nord de l'aiguille du Dru et la face nord-ouest de la Civetta. Il a réalisé la seconde ascension du Piz Badile (en 1945) et la seconde ascension de la face ouest de l'aiguille Noire de Peuterey (en 1949) avec Gaston Rébuffat. Il effectue les premières ascensions de l'aiguille des Deux-Aigles et de la face est de l'aiguille de la Brenva (en 1948) en compagnie de Gaston Rébuffat.
En 1951 et en 1961, il effectue des premières ascensions dans les montagnes du Hoggar dans le Sud de l'Algérie. Chef d'une expédition franco-américaine dans les Andes, il réalise la première ascension du Salcantay en 1952 avec l'alpiniste Claude Kogan. L'expédition qu'il organise en 1953 permet à Claude Kogan et Pierre Vittoz d'atteindre pour la première fois le sommet du Nun (7 135 m) en Inde. Il mène une expédition franco-iranienne à la conquête du mont Damavand en 1954 en Iran, aux monts Rwenzori en 1955–1956 et dans le Caucase en 1958.
Bernard Pierre est aussi un écrivain et romancier prolifique relatant notamment ses différentes expéditions. Plusieurs de ses ouvrages ont reçu des récompenses littéraires et scientifiques.
Bernard Pierre était membre du Groupe de haute montagne (GHM) depuis 1949 et de l'American Alpine Club à partir de 1953.

## Livres publiés

### Ouvrages économiques
- Les Textiles artificiels et synthétiques en France, 1946, SPIE (ouvrage couronné par l'Institut de France).
- Inventaire économique de la France, ouvrage collectif (1946-1948), éd. Les Ordres de Chevalerie.
- Pétrole français (1960), éd. Hachette (ouvrage couronné par l'Institut de France et la Société de géographie commerciale).

### Récits d'expédition et de montagne
- Escalades au Hoggar (1952), éd. Arthaud.
- Salcantay, géant des Andes (1953), éd. Le Livre Contemporain, éd. Amiot-Dumont.
- Une montagne nommée Nun-Kun (1954), éd. Le Livre Contemporain, Amiot-Dumont (Grand Prix littéraire de la montagne).
- Une victoire sur l'Himalaya (trois éditions: 1956, 1958, 1960), éd. Hachette et (1970), éd. Presses de la Cité.
- Une victoire sur les Andes (1957), éd. Hachette, (1976), Presses de la Cité et (1976), éd. Presses Pocket.
- Montagnes de la Lune (1959), éd. Hachette.
- Mes galons d'alpiniste (1964), éd. Hachette.
- Ils ont conquis l'Himalaya (1979), éd. Plon.
- Escalades et randonnées au Hoggar et dans les Tassilis, éd. Arthaud (1985).

### Conte pour enfants
- Le Petit Sherpa aux yeux bleus (1969, 1979), éd. Fernand Nathan.

### Essai
- Le Roman du Nil (1974 et 1977), éd. Plon.
- Le Nil des Sources au Delta (1977), ouvrage couronné par l'Académie française, éd. Presses de la Cité.
- Le Roman du Danube (1988), éd. Plon.
- Le Roman du Gange (1991), éd. Plon.
- Le Roman du Mississipi (1991), éd. Pocket.
- Le Roman de la Loire (1997), éd Plon.